# Собаконки
Собаконки — деревня в Зуевском районе Кировской области в составе Семушинского сельского поселения.

## География
Находится недалеко к северу от железнодорожной линии Киров-Пермь на расстоянии примерно 16 километров на запад-северо-запад от районного центра города Зуевка.

## История
Упоминается с 1802 года, когда здесь было учтено 17 душ мужского пола. В 1873 году отмечено было дворов 7 и жителей 59, в 1905 году 17 и 130, в 1926 22 и 140. В 1950 году было учтено хозяйств 45 и жителей 162. В 1989 году учтено 38 жителей. 

## Население
Постоянное население  составляло 20 человек (русские 95%) в 2002 году, 8 в 2010.